# Glypturus laurae
Glypturus laurae är en kräftdjursart som först beskrevs av De Saint Laurent 1984.  Glypturus laurae ingår i släktet Glypturus och familjen Callianassidae. Inga underarter finns listade i Catalogue of Life.